# جواز سفر مالاوي
يصدر جواز سفر مالاوي لمواطني مالاوي للسفر الدولي. اعتبارًا من 2 يوليو 2019 كان المواطنون الملاويون يتمتعون بدخول 70 دولة وإقليم بدون تأشيرة أو تأشيرة عند الوصول، مما جعل جواز سفر مالاوي يحتل المرتبة 73 من حيث حرية السفر وفقًا لمؤشر هينلي لجوازات السفر.